# Родні Страссер
Родні Страссер (англ. Rodney Strasser, нар. 30 березня 1990, Фрітавн) — сьєрралеонський футболіст, півзахисник клубу «Жіл Вісенте» та національної збірної Сьєрра-Леоне.

## Клубна кар'єра
Народився 30 березня 1990 року в місті Фрітаун. Розпочав займатись футболом на батьківщині в клубі «Каллон», з якого 2007 року потрапив в академію італійського «Мілана».
21 грудня 2008 року дебютував в офіційному матчі за «Мілан», вийшовши на заміну замість Кахи Каладзе. Цей матч, в якому «Мілан» грав проти «Удінезе», закінчився з рахунком 5:1 на користь червоно-чорних. У сезоні 2008/09 провів 1 матч в чемпіонаті і в сезоні 2009/10 теж провів 1 матч у Серії А. 6 січня 2011 року, в матчі проти"Кальярі", вийшовши на заміну замість Дженнаро Гаттузо, Страссер забив свій перший і переможний гол за «Мілан» з передачі Антоніо Кассано. Цей матч закінчився з рахунком 0:1 на користь «Мілана».
Не закріпившись в основі рідного клубу, 19 липня 2011 року перейшов в «Лечче» на правах річної оренди, після чого також на правах оренди грав за «Парму».
2013 року на правах співволодіння африканець перейшов у «Дженоа», проте за першу команду так і не виступав, граючи на правах оренди за італійські «Ліворно» та «Лупа Кастеллі», хорватський «Загреб» і португальський «Жіл Вісенте».

## Виступи за збірну
5 вересня 2010 року дебютував в офіційних матчах у складі національної збірної Сьєрра-Леоне. Наразі провів у формі головної команди країни 9 матчів.
| Дата       | Місто      | Господарі    | Результат | Гості                | Турнір                                  | Голи | Примітки |
| ---------- | ---------- | ------------ | --------- | -------------------- | --------------------------------------- | ---- | -------- |
| 5-9-2010   | Каїр       | Єгипет       | 1 – 1     | Сьєрра-Леоне         | Відбір до Кубка африканських націй 2012 | -    |          |
| 10-10-2010 | Фрітаун    | Сьєрра-Леоне | 0 – 0     | ПАР                  | Відбір до Кубка африканських націй 2012 | -    |          |
| 27-3-2011  | Ніамей     | Нігер        | 3 – 1     | Сьєрра-Леоне         | Відбір до Кубка африканських націй 2012 | -    |          |
| 4-6-2011   | Фрітаун    | Сьєрра-Леоне | 1 – 0     | Нігер                | Відбір до Кубка африканських націй 2012 | -    |          |
| 3-9-2011   | Фрітаун    | Сьєрра-Леоне | 2 – 1     | Єгипет               | Відбір до Кубка африканських націй 2012 | -    | , 45'    |
| 8-10-2011  | Нельспрюйт | ПАР          | 0 – 0     | Сьєрра-Леоне         | Відбір до Кубка африканських націй 2012 | -    |          |
| 23-3-2013  | Радес      | Туніс        | 2 – 1     | Сьєрра-Леоне         | Відбір до ЧС 2014                       | -    | 75'      |
| 7-9-2013   | Фрітаун    | Сьєрра-Леоне | 3 – 2     | Екваторіальна Гвінея | Відбір до ЧС 2014                       | -    |          |
| 30-5-2014  | Фрітаун    | Сьєрра-Леоне | 1 – 0     | Есватіні             | Відбір до Кубка африканських націй 2015 | -    |          |
| Усього     |            | Матчів       | 9         |                      | Голів                                   | 0    |          |

## Титули і досягнення
- Чемпіон Італії (1):

«Мілан»: 2010–11